# Last Looks
Last Looks és una pel·lícula de thriller de misteri estatunidenc i britànic del 2022, dirigida per Tim Kirkby, a partir d'un guió de Howard Michael Gould basat en la seva novel·la homònima. És protagonitzada per Charlie Hunnam, Mel Gibson, Morena Baccarin, Lucy Fry, Rupert Friend, Dominic Monaghan, Jacob Scipio i Clancy Brown. S'ha subtitulat al català.

## Sinopsi
Un expolicia busca consol traslladant-se al bosc a viure, però la seva vida tranquil·la s'acaba quan un detectiu privat el recluta per investigar un assassinat.

## Repartiment
- Charlie Hunnam com a Charlie Waldo
- Mel Gibson com a Alastair Pinch
- Morena Baccarin com a Lorena Nascimento
- Lucy Fry com a Jayne White
- Rupert Friend com a Wilson Sikorsky
- Dominic Monaghan com a Warren Gomes
- Jacob Scipio com a Don Q
- Clancy Brown com a Big Jim Cuppy
- Paul Ben-Victor com el tinent Pete Conady
- Method Man com a Swag Dogggg
- Steve Coulter com el Dr. Sebastian Hexter
- Deacon Randle com a Nini
- Rachel Hendrix com a Valerie
- David Michael-Smith com a agutzil Canavan
- Xen Sams com a Allie Jamshidi